# Aimee Mann
Aimee Mann, född 8 september 1960 i Richmond, Virginia, är en amerikansk sångerska, musiker och låtskrivare.
I Sverige mest känd för att ha gjort soundtracket till filmen Magnolia, men hon har även släppt flera andra soloalbum, samt före solokarriären ett antal album med grupperna The Young Snakes och 'Til Tuesday.

## Biografi
Aimee Mann föddes i Richmond i Virginia, tog examen på Midlothian High School och gick sedan på Berklee College of Music i Boston, men hoppade av för att sjunga med sitt första punkband The Young Snakes. Bandet släppte EP:n Bark Along With the Young Snakes 1982, och ett samlingsalbum gavs ut 2004.
1983 ville Mann spela mer melodisk musik, och bildade således new wavebandet 'Til Tuesday tillsammans med sin pojkvän Michael Hausman som hon träffat på Berklee. Bandets första album gavs ut 1985 och hette  Voices Carry. Titellåten sägs vara inspirerad av Manns och Hausmans uppbrott. Videon till låten blev populär på MTV och vann MTV Video Music Award för bästa nykomling. 'Til Tuesday gjorde ytterligare två album, Welcome Home och Everything's Different Now. Mann skrev det mesta av låtarna. 1990 lämnade hon dock 'Til Tuesday för att satsa på en solokarriär, vilket ledde till bandets splittring. Hausman blev senare Manns manager, och Jon Brion, som spelade på 'Til Tuesdays sista album, producerade Manns första två soloalbum samt filmmusiken till Magnolia. 
Mann är sedan 1997 gift med musikern Michael Penn och därmed även svägerska till skådespelaren Sean Penn.

## Diskografi

### MedThe Young Snakes
- 1982 – Bark Along with the Young Snakes (EP)
- 2004 – Aimee Mann & The Young Snakes (samling)

### Med'Til Tuesday
- 1985 – Voices Carry
- 1986 – Welcome Home
- 1988 – Everything's Different Now
- 1996 – Coming Up Close: A Retrospective (samling)

### Solo
- 1993 – Whatever
- 1995 – I'm With Stupid
- 1999 – Magnolia (Music from the Motion Picture)
- 2000 – Bachelor No. 2
- 2000 – Ultimate Collection (samling)
- 2002 – Lost in Space
- 2004 – Live at St. Ann's Warehouse (livealbum/DVD)
- 2005 – The Forgotten Arm
- 2006 – One More Drifter in the Snow
- 2008 – @#%&*! Smilers
- 2012 – Charmer